# Вебпланета
«Вебпланета» — существовавший с 2001 по 2011 год российский новостной сайт об интернет-технологиях и компаниях, работающих в сфере коммуникаций и высоких технологий. Основан в 2001 году сетевым журналистом Денисом Крючковым. Весной 2006 года Денис Крючков покинул «Вебпланету» и занялся созданием нового проекта — ХабраХабр. Новым главным редактором издания был назначен Руслан Курепин. В июне того же года Курепин покинул редакцию, новым руководителем издания стал Алексей Андреев.
В 2005 году «Вебпланета» стала победителем конкурса «РОТОР++» в номинации «Сайт об информационных технологиях и телекоммуникациях». С начала 2006 года полностью принадлежит «Агентству Массовых Коммуникаций», с 2008 года перешла к компании «Мастерхост».
Летом 2006 года сайт «Вебпланеты» претерпел перевод на систему управления содержимым Drupal и редизайн. Второе изменение дизайна последовало 31 мая 2007 года.
В 2007 году Юрий Синодов, заместитель главного редактора «Вебпланеты», ушёл из издания с целью создания собственного новостного проекта — Roem.ru.
17 ноября 2011 года издание было закрыто без каких-либо официальных объявлений; предположительная причина закрытия — убыточность.